# Fanera
In zoologia si definiscono genericamente fanere tutte le strutture generate da un'iperproduzione di cheratina da parte dell'epidermide.
Vengono suddivise in 7 categorie:
1. unghie, artigli e zoccoli
2. penne e piume
3. squame
4. corna
5. becco
6. peli
7. fanoni delle balene